# Ce bon vieux Sam
Pour plus de détails, voir Fiche technique et Distribution.
Ce bon vieux Sam (titre original : Good Sam)  est un film américain réalisé par Leo McCarey, sorti en 1948.

## Synopsis
Sam Clayton est quelque peu naïf et lorsqu'il entend un sermon du révérend Daniels, il est persuadé d'avoir l'obligation d'aider les autres de toutes les façons possibles, y compris son beau frère Claude. Ce dernier vit avec dans sa maison gratuitement depuis six mois. Plus tard, leurs voisins, les Butler, ont besoin d'une voiture pour les vacances lorsque la leur tombe en panne.
Sam est le directeur d'un grand magasin dont le patron, H.C. Borden, veut qu'il vende plus et qu'il soit moins sociable avec les clients. Sam est aussi une épaule sur laquelle Shirley Mae, une employée, peut pleurer lorsque sa relation amoureuse est rompue. Un jour, il accorde un prêt de 5 000 $, à l'insu de sa femme, aux Adams, qui en ont besoin pour sauver une station-service qu'ils ont achetée.
Lu, le femme de Sam, en a assez de la générosité de son mari, surtout lorsqu'il finit par payer les réparations de la voiture des Butler, puis laisse le mécanicien venir à la maison pour manger avec eux gratuitement. La goutte d'eau qui fait déborder le vase est lorsqu'elle apprend qu'ils ont la possibilité de verser un acompte sur une nouvelle maison mais que Sam a prêté leur pécule aux Adams.
De son côté, Sam est lui aussi malheureux. Il est agacé par les Butler, qui ont accidenté sa voiture et ne peuvent pas payer pour la réparer. Il veut aussi que Claude déménage. Les problèmes de Shirley Mae se présentent à lui après une overdose de pilules. Bien que les Adams lui fassent la surprise d'un chèque de 6 000 $ pour rembourser leur prêt, Sam utilise une partie de l'argent pour payer le dîner de charité annuel de Noël après s'être fait voler l'argent qu'il avait collecté auprès des employés et que la banque refuse de lui accorder un prêt. Il se retrouve alors dans un bar, buvant copieusement. Ensuite, une fanfare de l'Armée du Salut jouant des chants de Noël le ramène chez lui. Là, le directeur de la banque lui promet qu'il recevra le prêt qu'il a demandé et Borden le surprend en lui offrant une promotion au poste de vice-président du magasin.

## Fiche technique
- Titre original : Good Sam
- Titre français : Ce bon vieux Sam
- Réalisation : Leo McCarey
- Assistant-réalisateur : Jesse Hibbs
- Scénario : Leo McCarey, John D. Klorer et Ken Englund
- Photographie : George Barnes
- Montage : James C. McKay
- Musique : Robert Emmett Dolan (musique originale)
- Son : John L. Cass, Clem Portman
- Direction artistique : John B. Goodman
- Décors : Jacques Mapes, Darrell Silvera
- Maquillage : Myrl Stoltz
- Effets spéciaux : Russell A. Cully
- Producteurs : Cecil F. Ford et Leo McCarey
- Société de production : Rainbow Productions
- Sociétés de distribution :  
  - RKO Radio Pictures (1948) (États-Unis) (cinéma)
  - National Telefilm Associates (1957) (États-Unis) (cinéma) (re-parution)
  - Republic Pictures Home Video (1988) (États-Unis) (VHS)
  - Republic Pictures (Brésil) (video)
- Pays de production :  États-Unis
- Langue originale : anglais
- Format : noir et blanc – 35 mm – 1,37:1 – mono (RCA Sound System)
- Genre : Comédie dramatique
- Durée : 114 minutes
- Dates de sortie :
  - États-Unis : 1er septembre 1948
  - France : 16 novembre 1949

## Distribution
- Gary Cooper : Samuel R. 'Sam' Clayton
- Ann Sheridan : Lucille 'Lu' Clayton
- Ray Collins : Révérend Daniels
- Edmund Lowe : H. C. Borden
- Joan Lorring : Shirley Mae
- Clinton Sundberg : M. Nelson
- Minerva Urecal : Mme Nelson
- Louise Beavers : Chloe, femme de ménage de Lu
- Dick Ross : Claude, frère de Lu
- Lora Lee Michel : Lulu Clayton
- Bobby Dolan Jr. : Butch Clayton
- Matt Moore : M. Butler
- Netta Packer : Mlle Butler
- Ruth Roman : Ruth 'Ruthie'
- Carol Stevens : Mme Adams
- Todd Karns : Joe Adams
- Irving Bacon : le clochard
- William Frawley : Tom Moore
- Harry Hayden : M. Drew, banquier
- Oliver Blake
- Anne O'Neal : Mme Finnerty
- Almira Sessions : la propriétaire